# Mauerpark
Il Mauerpark è un parco di Berlino. Si trova nel quartiere di Prenzlauer Berg, al confine con Gesundbrunnen.

## Storia
La decisione di adibire ad area verde l'ex «striscia della morte» del muro di Berlino fu presa subito dopo la riunificazione tedesca.
I lavori, condotti su progetto dell'architetto Gustav Lange, terminarono nel 1994. L'area era precedentemente occupata (fino al 1961) da una stazione merci, la Nordgüterbahnhof, che inizialmente fu, col nome di Nordbahnhof, uno dei terminal ferroviari cittadini.
Un tratto di muro di circa 30 metri è stato conservato all'interno del parco, luogo di libera manifestazione artistica dei "Writers" e di espressione della "Street art" .

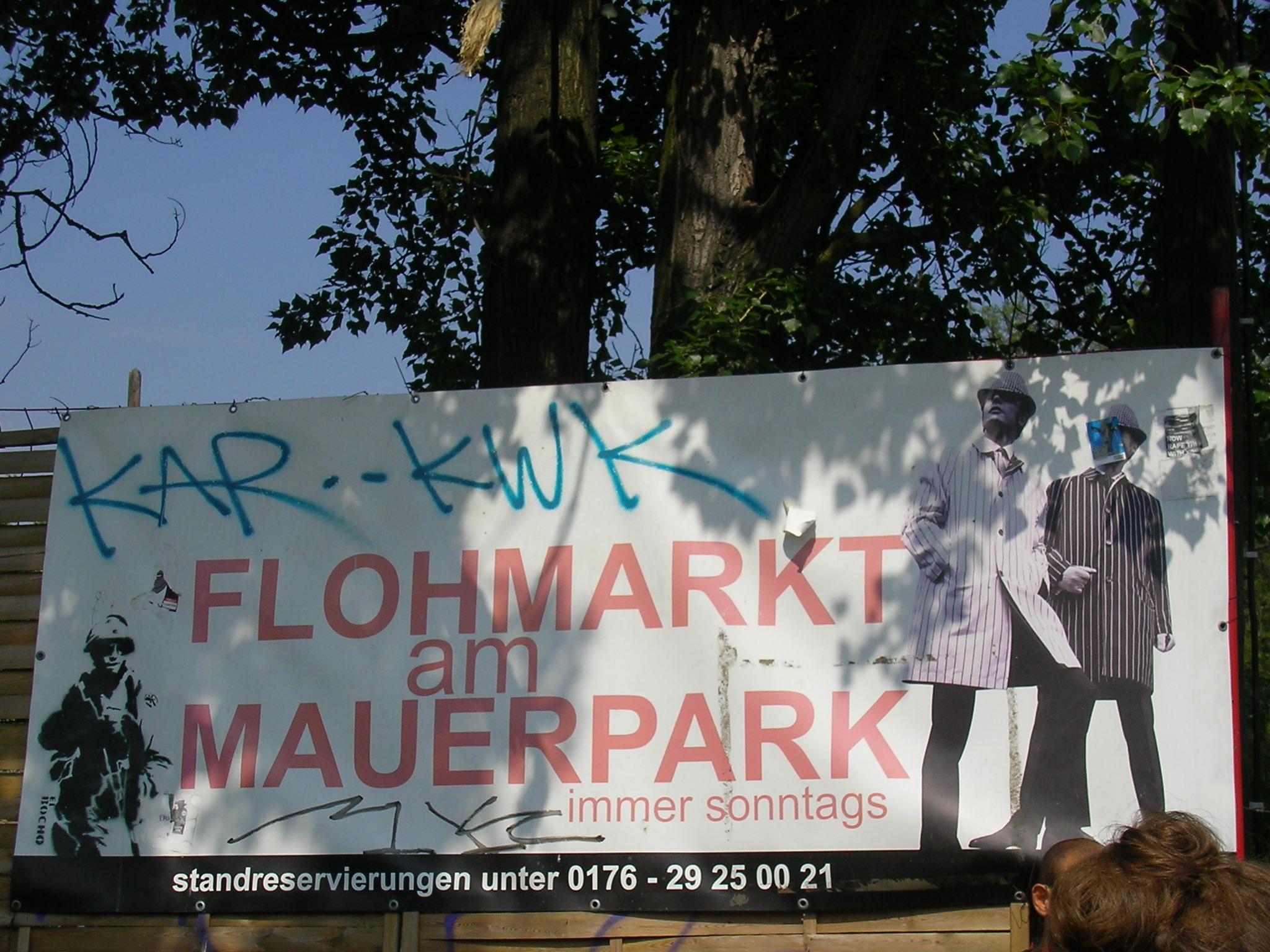
L'insegna del mercato delle pulci di MauerPark

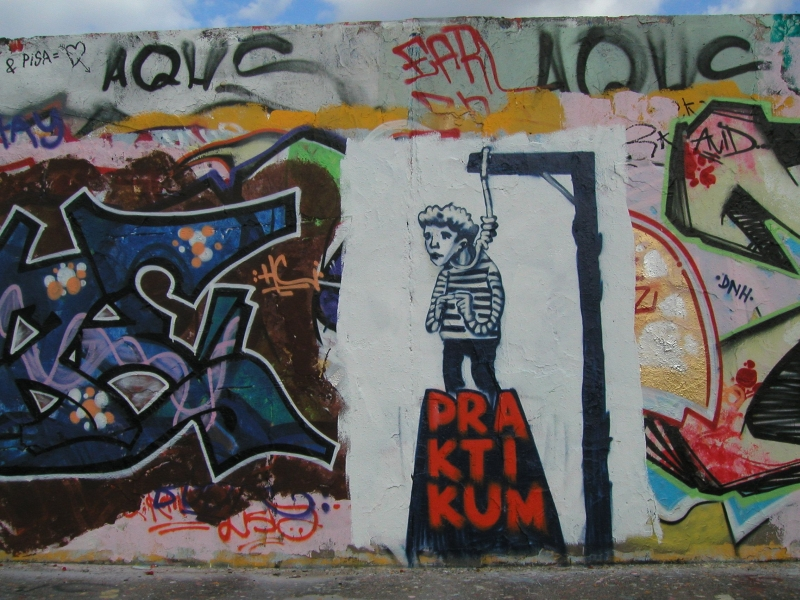
Graffiti «tirocinio» (2007)

## Caratteristiche
Attualmente il parco è molto frequentato, non solo nei mesi estivi: tutte le domeniche vi si tiene infatti un grande mercato delle pulci, che attira molti turisti e residenti in cerca di affari.
Nell'area si trova anche la Max-Schmeling-Halle, un palazzetto utilizzato per eventi musicali e sportivi.
A fianco del Mauerpark si trova il complesso sportivo Friedrich-Ludwig-Jahn-Sportpark, con un grande stadio.